# Louis B. Mayer
Louis Burt Mayer (właśc. Lazar Meir; ur. 4 lipca 1882, zm. 29 października 1957 w Los Angeles) – kanadyjsko-amerykański przedsiębiorca, dystrybutor i producent filmowy, współzałożyciel i do 1951 wiceprezes do spraw produkcji wytwórni Metro-Goldwyn-Mayer.

## Życiorys
Urodził się w okolicach Mińska w rodzinie żydowskiej. Z Rosji wyemigrował do Kanady wraz z rodzicami, jeszcze jako dziecko. W Ameryce ukończył szkołę podstawową, a następnie, podobnie jak ojciec, pracował jako zamiatacz plaż, handlarz starzyzną i złomem. W 1907 r. zakupił kino, a w 1915 r. był już właścicielem sieci kin Louis B. Mayer Pictures.
W 1924 r. wraz z Samuelem Goldwynem i Marcusem Loewem założył Metro-Goldwyn-Mayer, a w 1927 r. należał do grona założycieli Amerykańskiej Akademii Filmowej przyznającej Oscary. W latach 30. i 40. XX wieku uchodził za jednego z najlepiej zarabiających Amerykanów. Z MGM został zwolniony przez zarząd po konflikcie z Dorem Scharym.
W filmie biograficznym Trumbo z 2015 w rolę Mayera wcielił się Richard Portnow, a w filmie Mank z 2020 zagrał go Arliss Howard.